# Zitterklapfen
Der Zitterklapfen, manchmal auch Glattecker genannt, ist ein 2403 m ü. A. hoher markanter, zwei Kilometer langer, von West nach Ost ziehender Gipfelgrat, der vom Hochscherekopf (2303 m) im Westen, dem Zitterklapfen in der Mitte und dem Nägelefluhkopf (2314 m) im Osten gebildet wird. Er steht in der Nordhälfte des Lechquellengebirges. Der Berg besteht aus Hauptdolomit; sein Name stammt angeblich vom Schwanken der dürren Wetterbäume; Klapfen heißt Felskopf.

## Ausgangsorte
- Au oder Schoppernau (über Bergkristallhütte, 1230 m)
- Buchboden im Großen Walsertal
- Faschinajoch
- Biberacher Hütte

## Besteigung
Die erste datierte Besteigung erfolgte im Jahre 1878 durch C. Buder und F. Arnold.
Alle nachfolgend genannten Anstiege führen zunächst in die Scharte zwischen Zitterklapfen und Nägelefluhkopf und ab dort über einige ausgesetzte, Schwindelfreiheit erfordernde Stellen nach Westen, dem Gratverlauf folgend, auf den Gipfel.
Die Besteigung des Zitterklapfens wird von Norden her (1.600 Höhenmeter) durch eine Steiganlage vereinfacht (Kletterstellen I und II). Der im oberen Teil romantische Anstieg kann bei viel Altschnee manchmal durch Randklüfte erschwert werden. Aufstieg von Au aus in 4,5 bis 5,5 Stunden, ab Bergkristallhütte 3,5 Stunden. Ähnlich lang auch von Schoppernau aus.
Von Süden (1.500 Höhenmeter) eher eintöniger, unüblicher Anstieg ab Buchboden über die Überlutalpen, am Gipfelgrat ebenfalls Schwierigkeit I bis II über Schrofen und Fels, manchmal kaum sichtbare Wegspuren. Aufstiegszeit 4,5 Stunden.
Deutlich weniger Höhenmeter sind zu überwinden, wenn man auf dem zwischen Faschinajoch und Biberacher Hütte durch die Südflanke des Zitterklapfens in etwa 1800 m Höhe angelegten Hochschereweg (Gehzeit zwischen Joch und Alpenvereinshaus 6 Std.) etwa nach der halben Wegstrecke nach Norden abzweigt und ab dort der Route von Buchboden folgt.

## Aussicht
Aufgrund seiner beherrschenden Lage im Norden Vorarlbergs bietet der Berg vor allem nach Norden und Westen eine sehr weite Aussicht: Nach Norden gibt es bis zum Horizont nichts, was ihn überragt (die nächsthöheren Berge nördlich des Zitterklapfens stehen erst in Skandinavien), auch im Westen gibt es erst in der Schweiz Berge, die höher als er sind. Er ermöglicht eine Aussicht auf das gesamte Lechquellengebirge und dahinter auf Verwall, Silvretta und Rätikon im Süden, im Nahbereich unter anderem auf den Misthaufen, die Rote Wand, die Braunarlspitze, weiterhin im Westen und im Norden auf den Bregenzerwald und im Nordosten auf die Allgäuer Alpen. In der Ferne kann man im Osten Gipfel der Stubaier (z. B. Wilde Leck) und Ötztaler Alpen (z. B. Watzespitze) sehen, im Südosten den Ortler, im Westen die Berner, Urner und Glarner Alpen mit bspw. Jungfrau, Titlis und Tödi. Der 163 km entfernte Feldberg mitsamt dem Gebirgszug des Schwarzwaldes und die Schwäbische Alb sind im Nordwesten ebenfalls zu sehen, bei klarer Sicht in Bodennähe im Norden auch Ulm mit seinem Münster oder Schloß Zeil.

## Karten
- Kompass-Karte 2 – Bregenzerwald und Westallgäu (Top. Karte 1:50.000)